# Pianezza
Pianezza là một đô thị ở tỉnh Torino trong vùng Piedmont, có vị trí cách khoảng 12 km về phía tây bắc của Torino, nước Ý. Tại thời điểm ngày 31 tháng 12 năm 2004, đô thị này có dân số 11.727 người và diện tích là 16,5 km².
Pianezza giáp các đô thị: Druento, Venaria Reale, San Gillio, Alpignano, Collegno, và Rivoli.